# 聖馬丁皮納利奧修道院

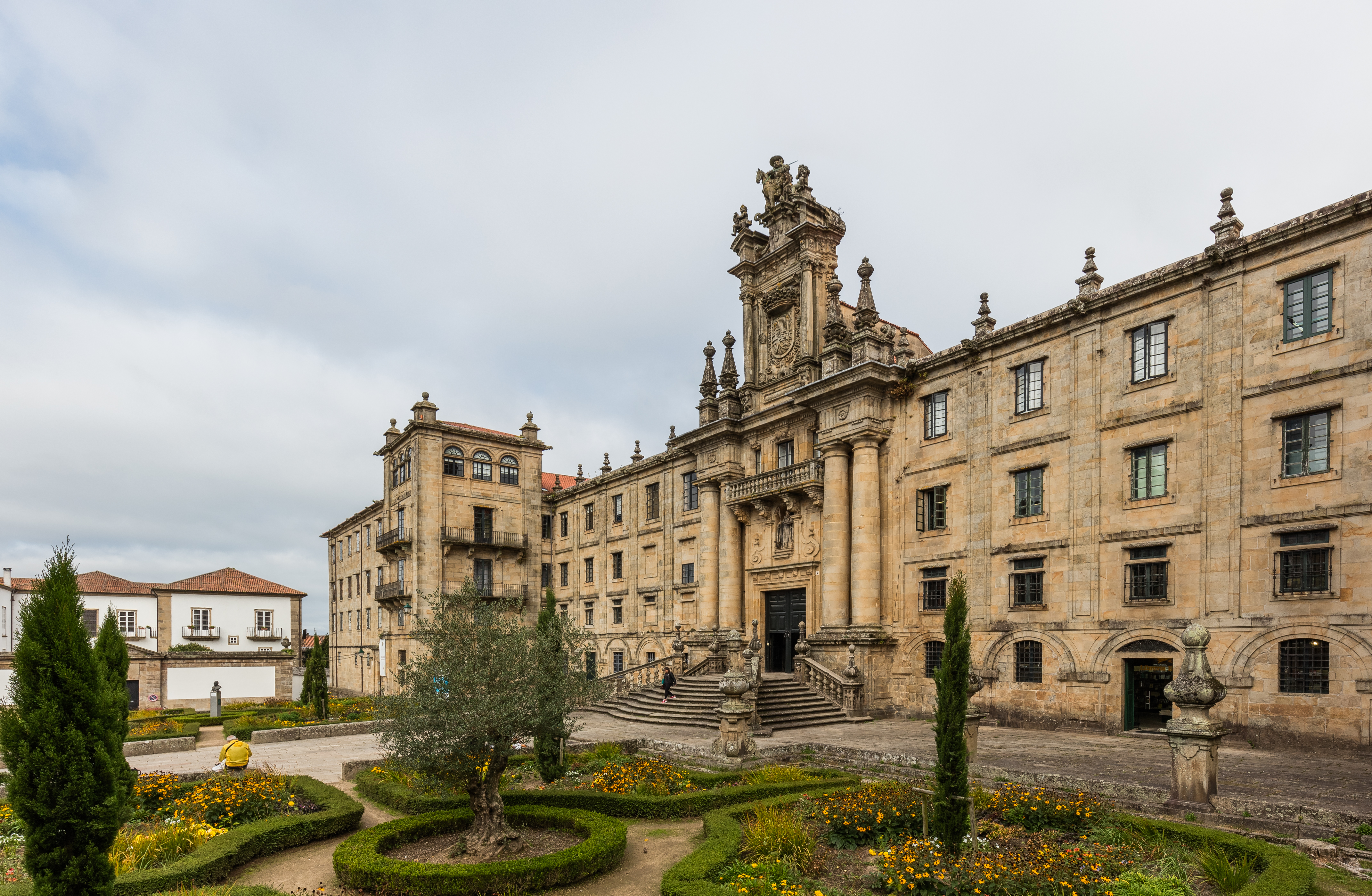
聖馬丁皮納利奧修道院

聖馬丁皮納利奧修道院（西班牙語：San Martín Pinario）是位於西班牙加利西亞自治區聖地亞哥德孔波斯特拉的一座前本篤會修道院。修道院始建於中世紀，但當時的建築已經所剩無幾。十六世紀時，修道院大規模重建。十九世紀時，修道院被關閉。現在修道院建築被一家神學院使用。

## 圖集

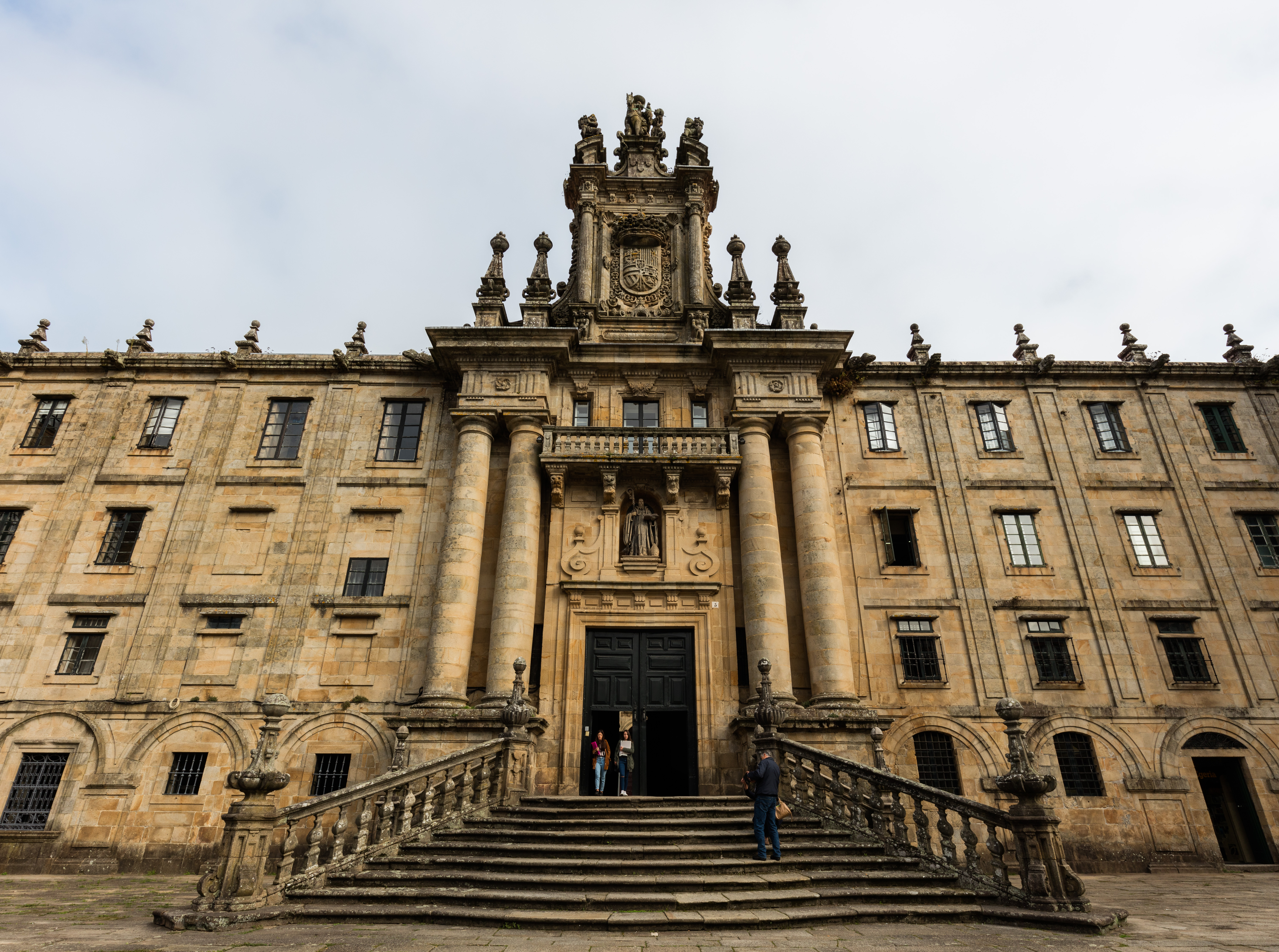
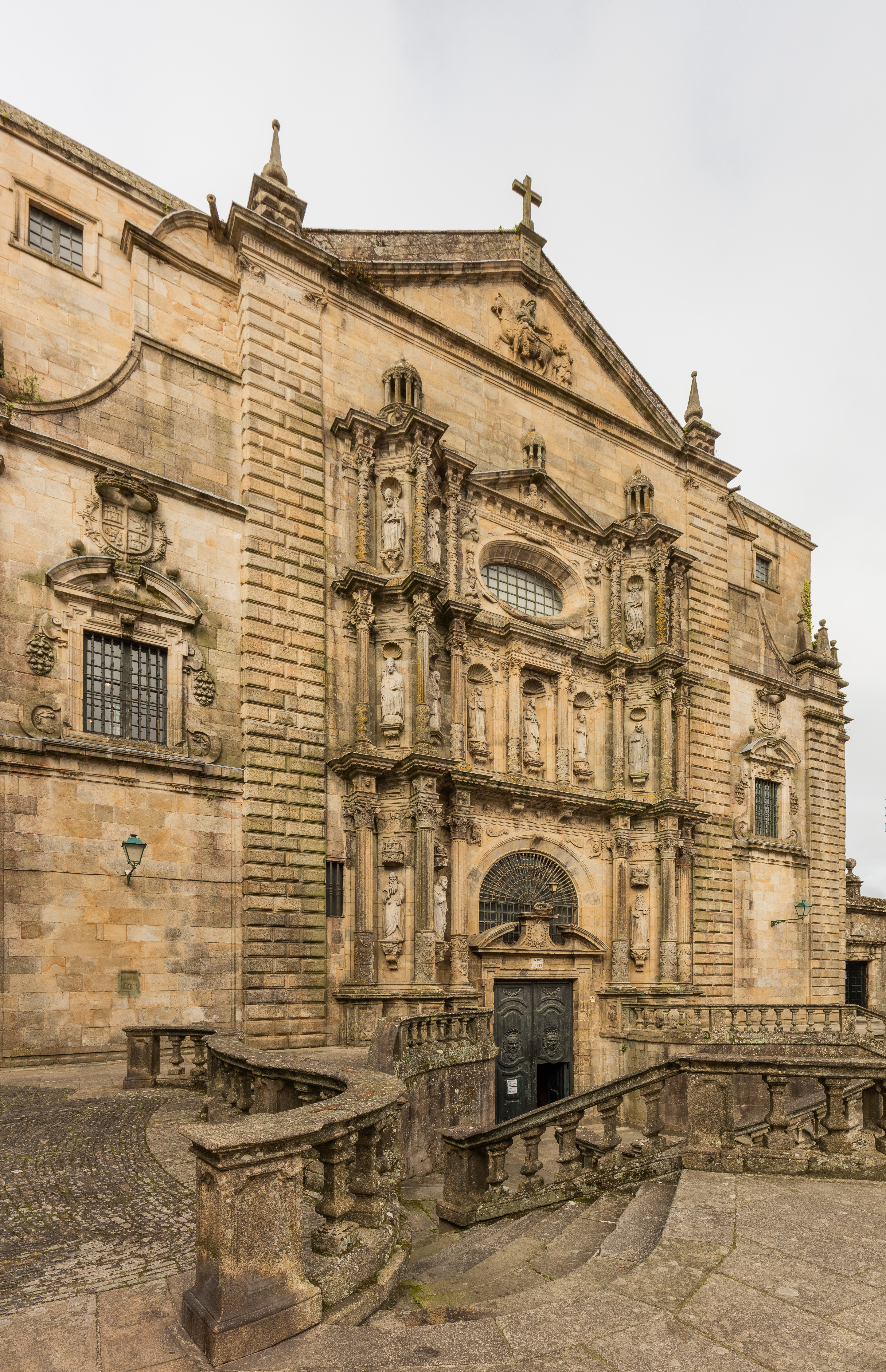
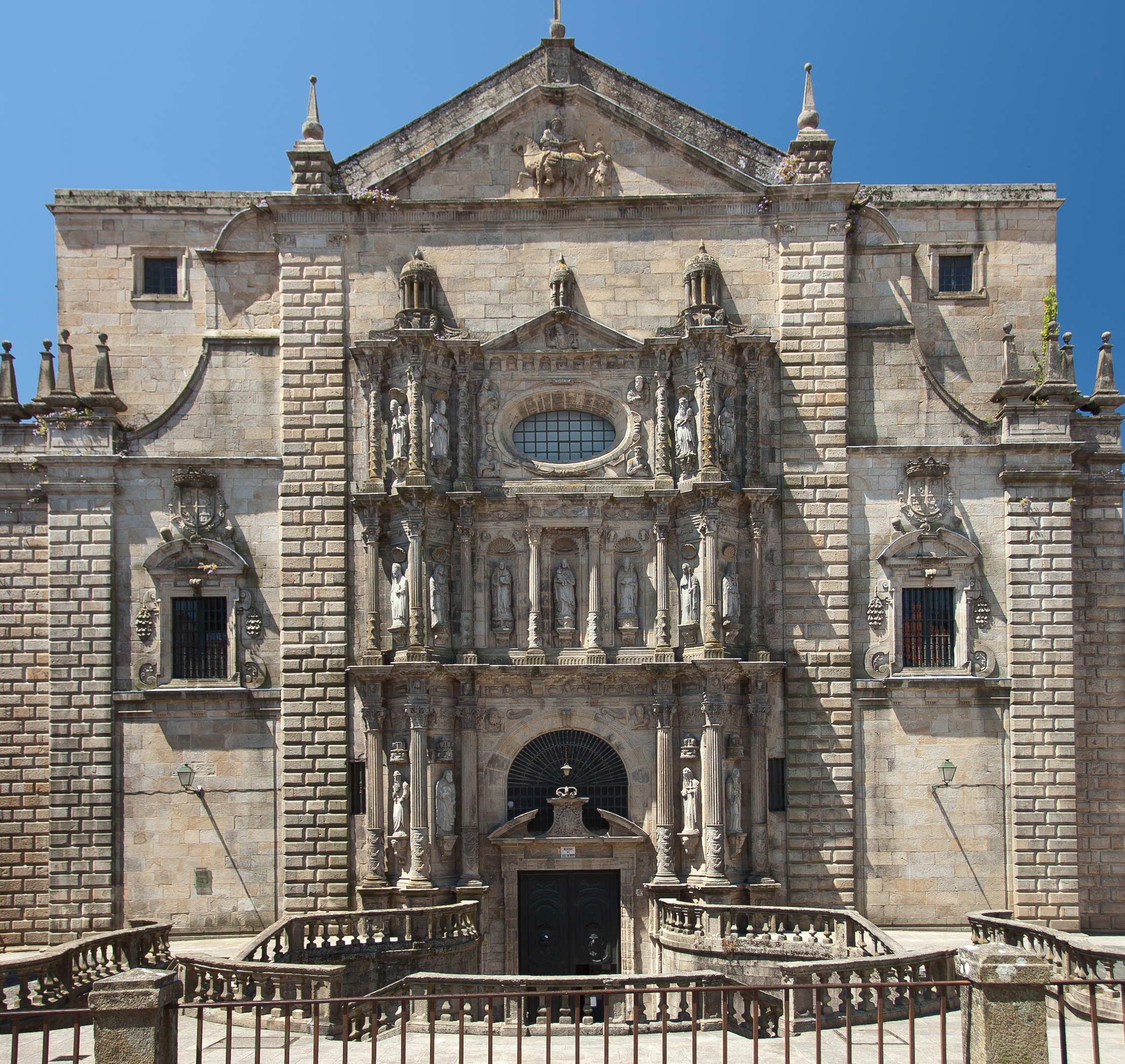
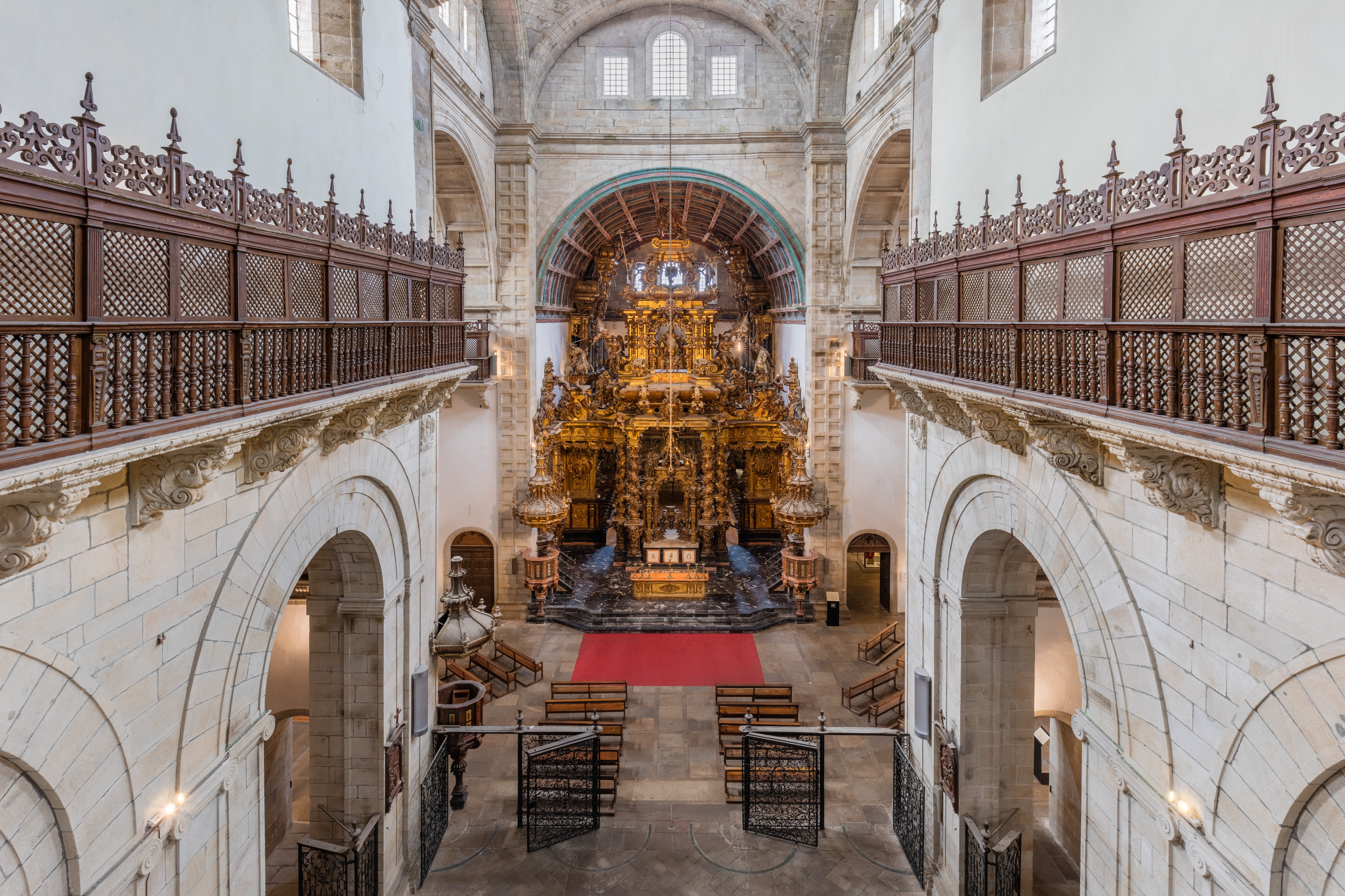
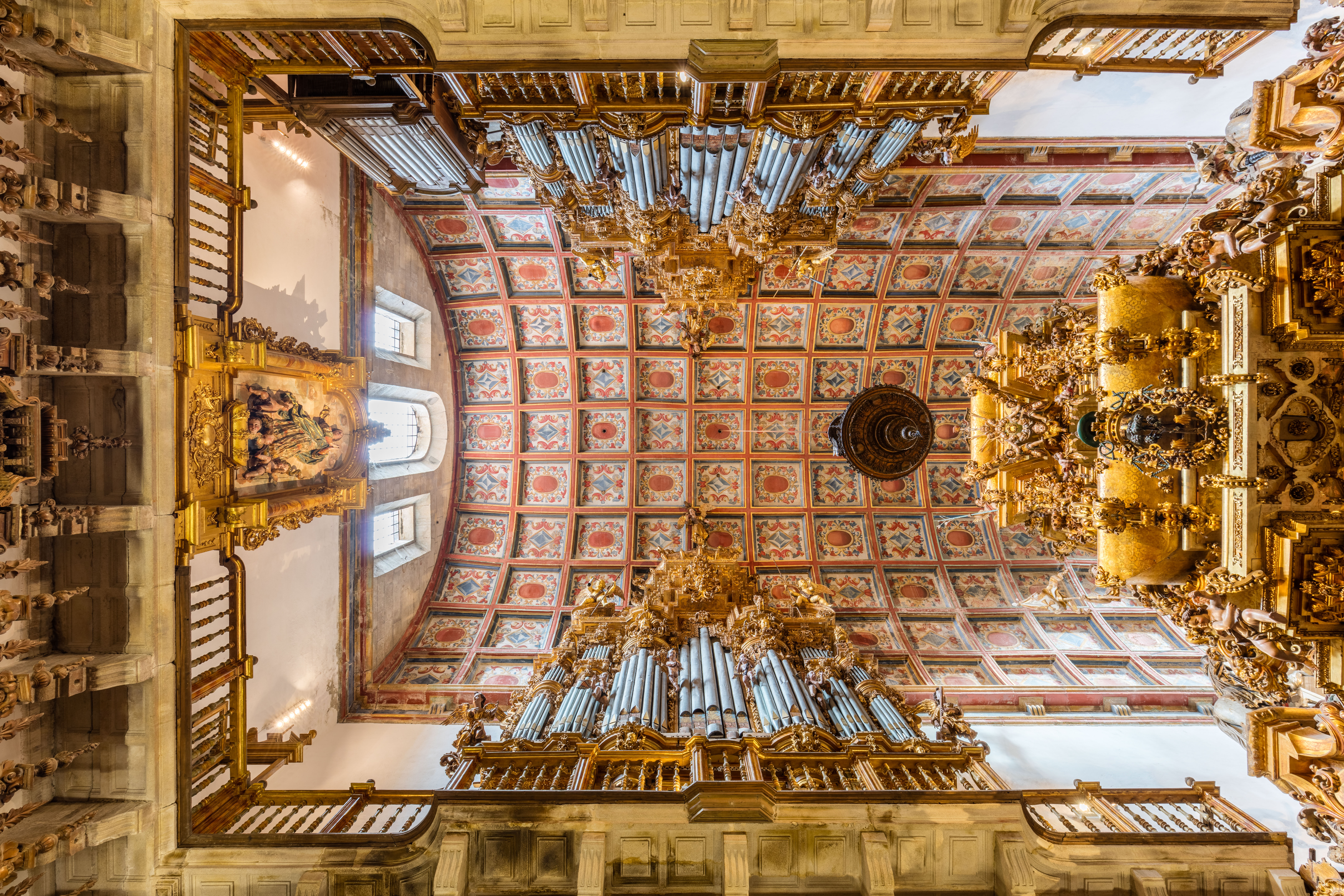
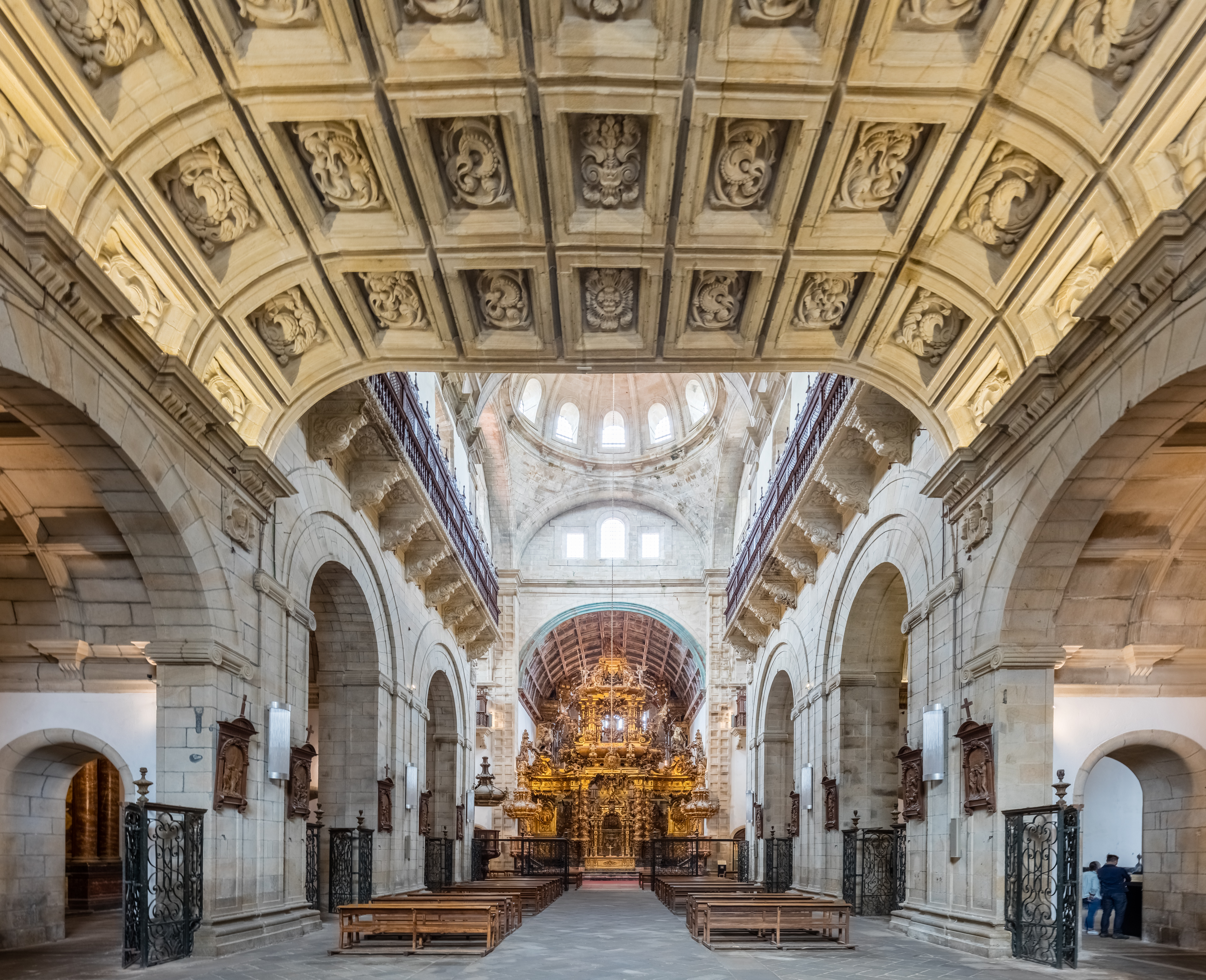
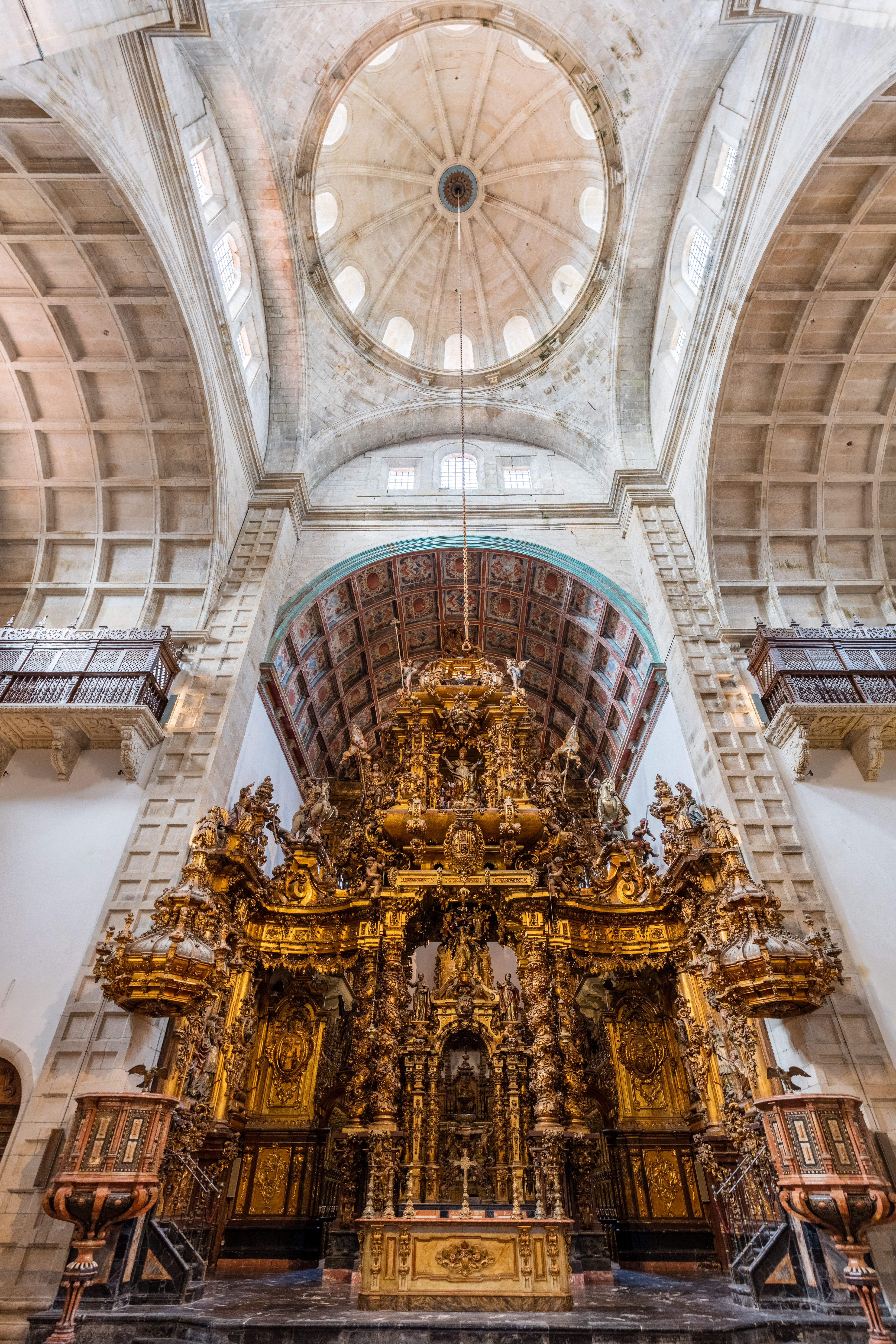
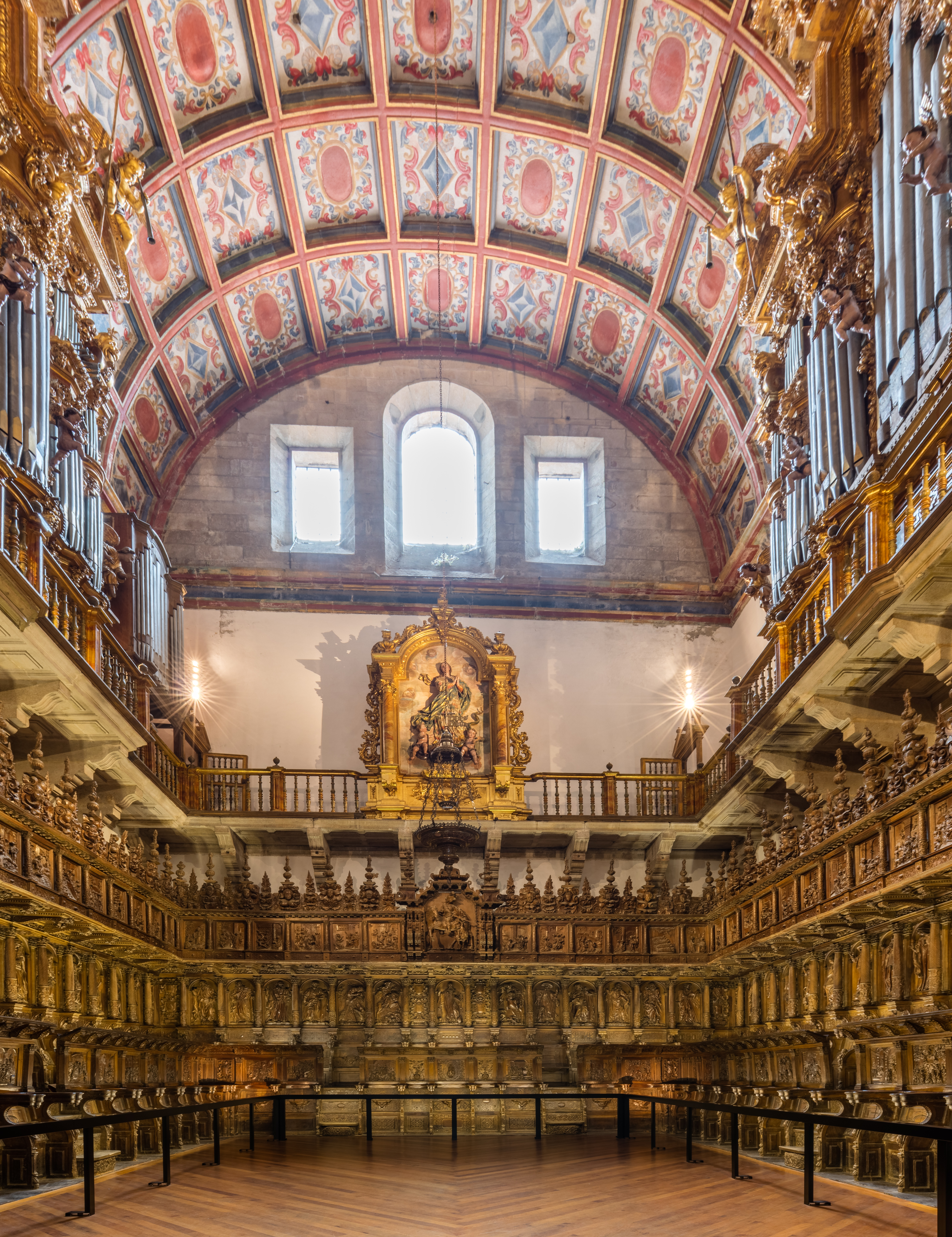
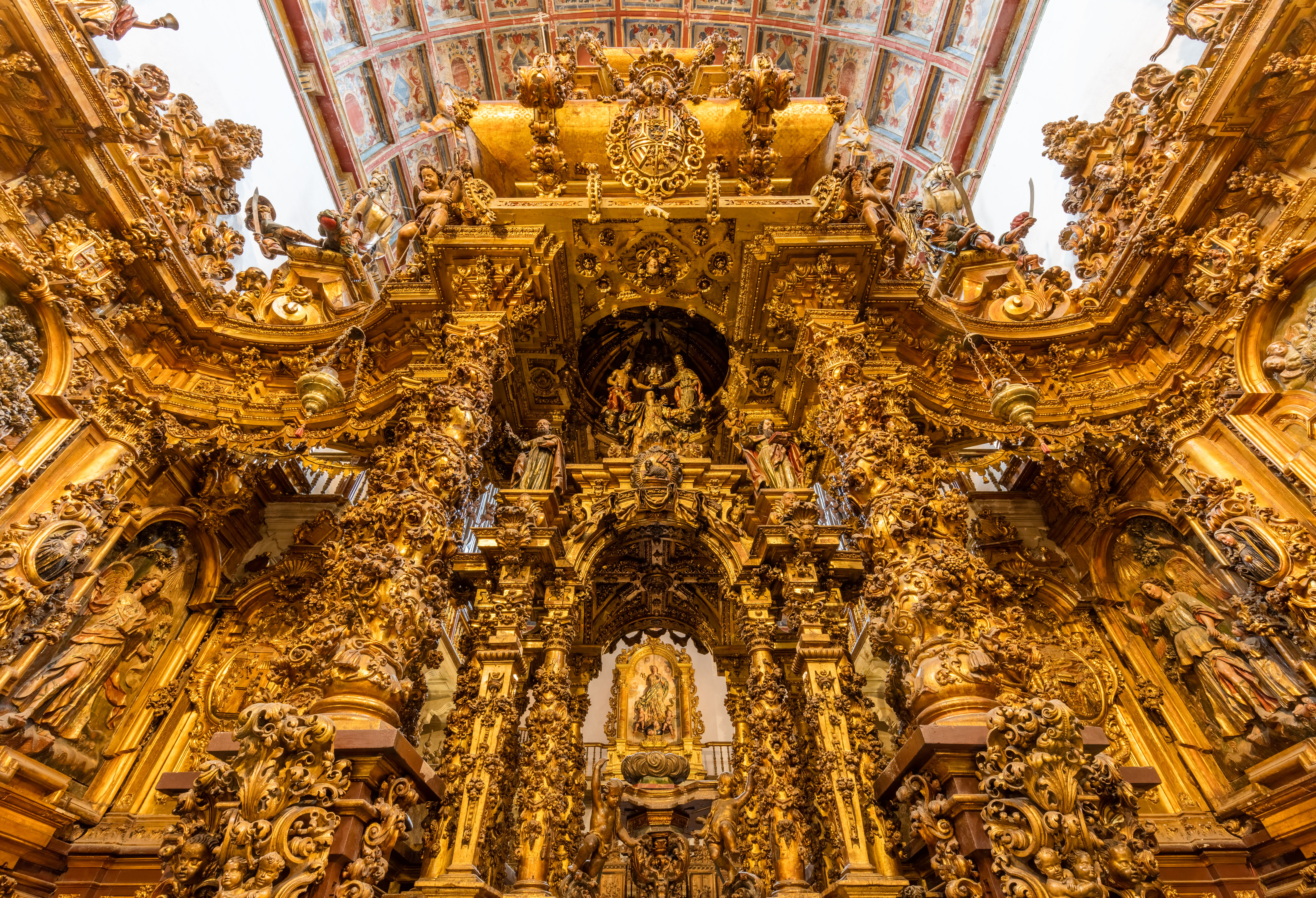
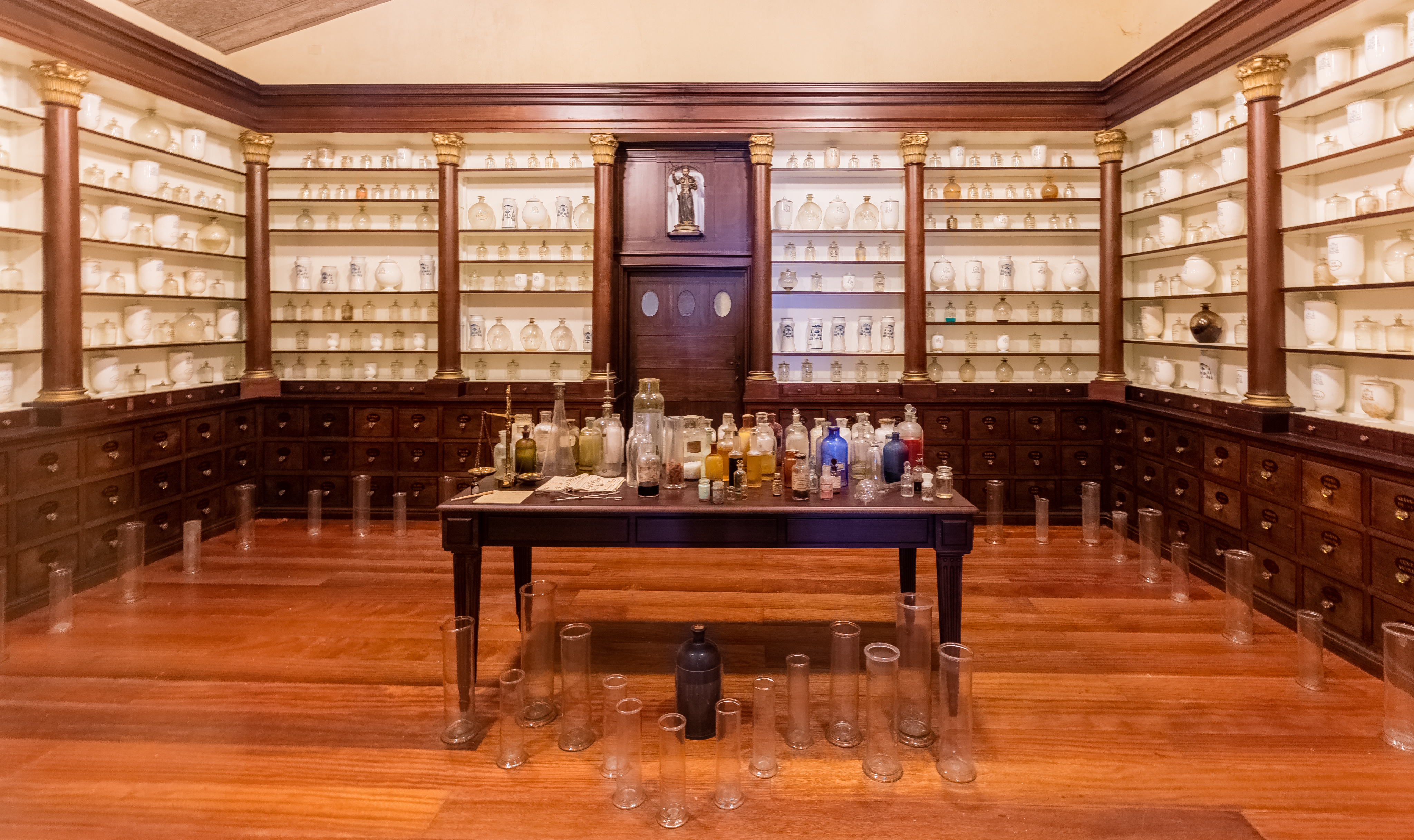
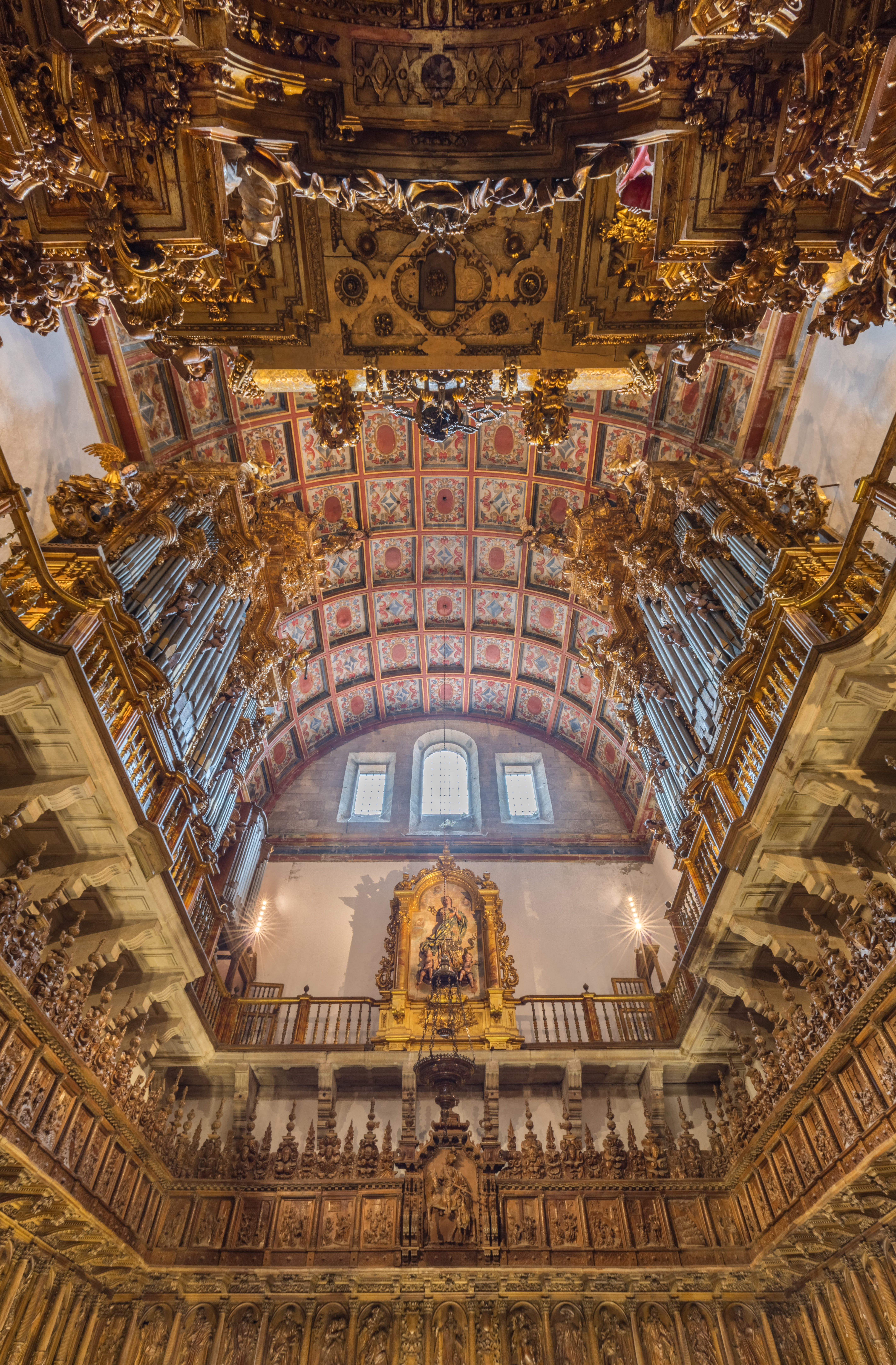
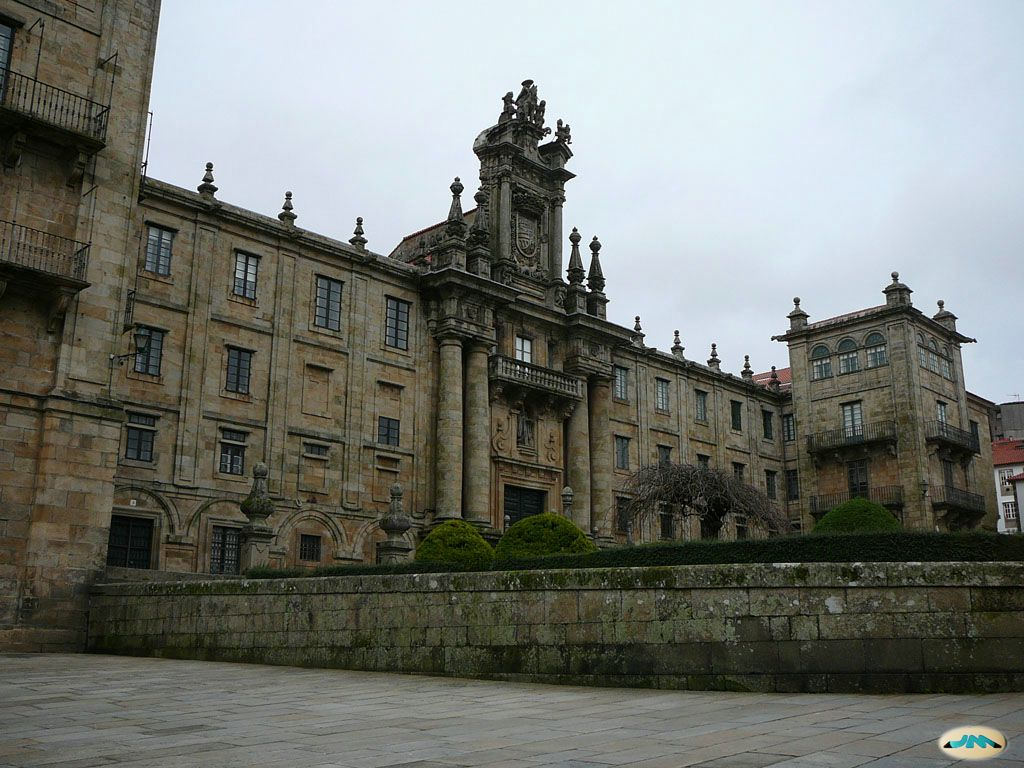
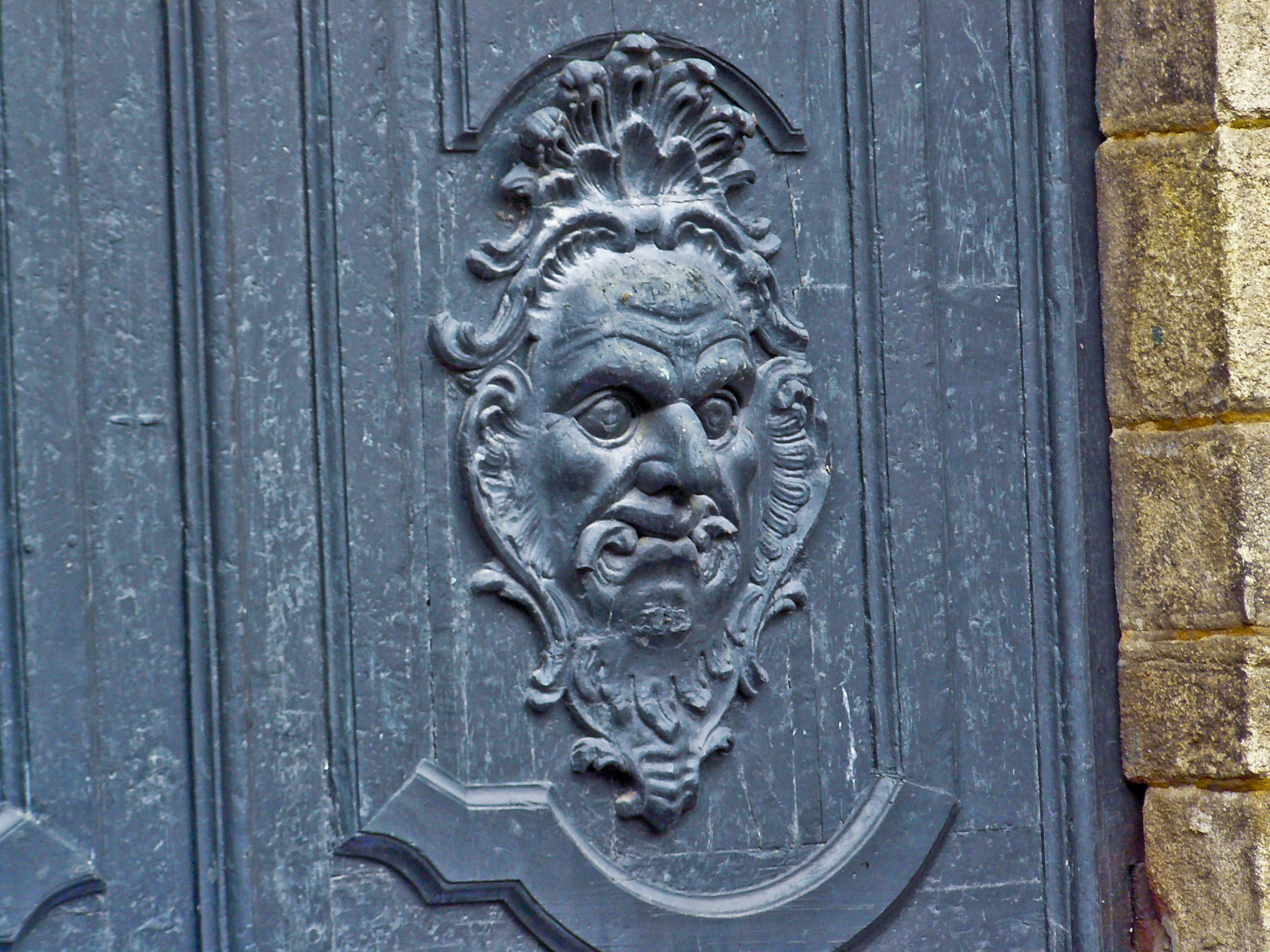
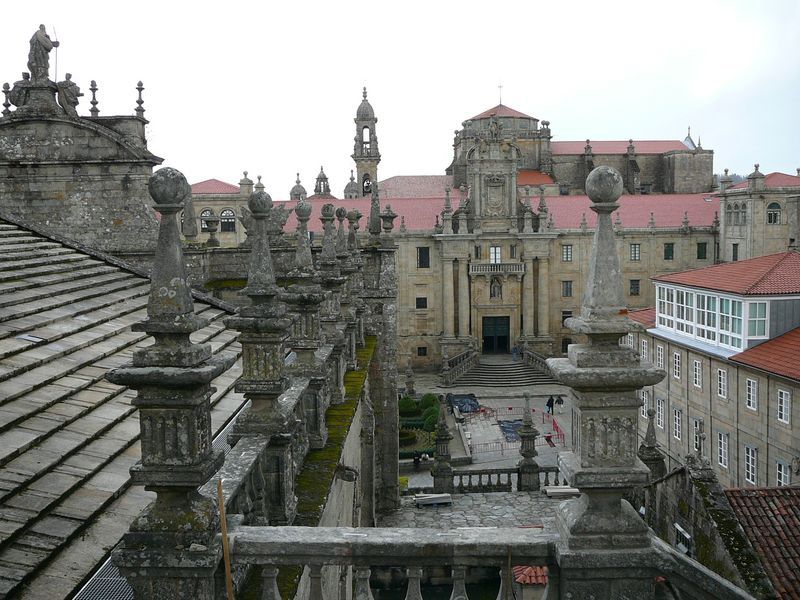
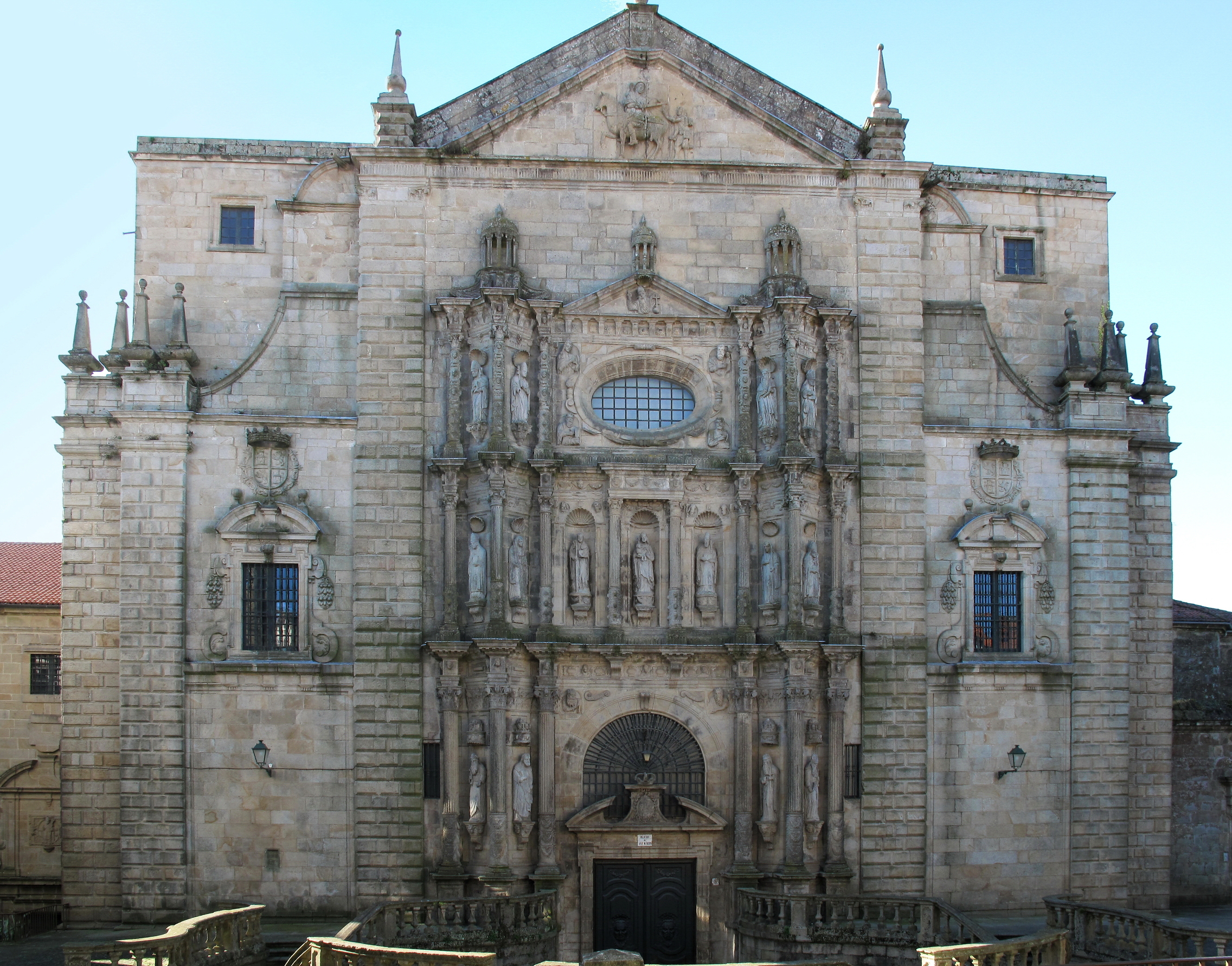
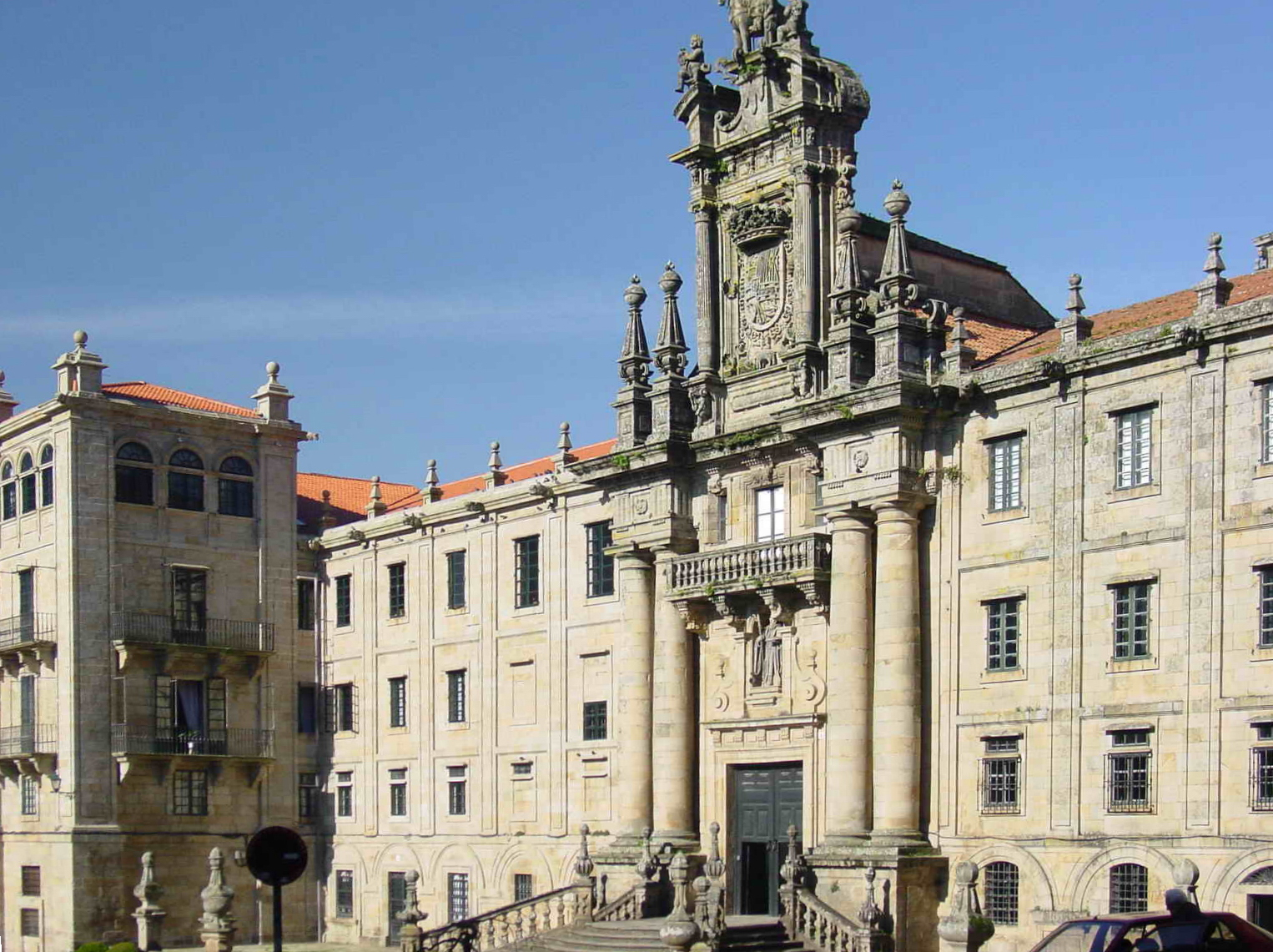

42°52′55″N 8°32′40″W / 42.88194°N 8.54444°W